# گروه اینترنشنال کول
گروه اینترنشنال کول (انگلیسی: International Coal Group) شرکت زغال‌سنگ آمریکایی است، که در سال ۲۰۰۴ توسط ویلبر راس تأسیس شد.